# Фынь

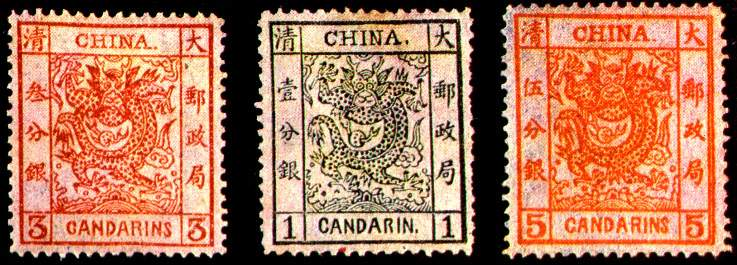
Китайские марки 1878 года с обозначением номинала в кандаринах (candarin) и фынях (分)

Фынь, реже фэнь (кит. 分, пиньинь fēn, палл. фэнь) — первоначально единица измерения массы, затем денежная единица.

## Величина
Как денежная единица равнялся:

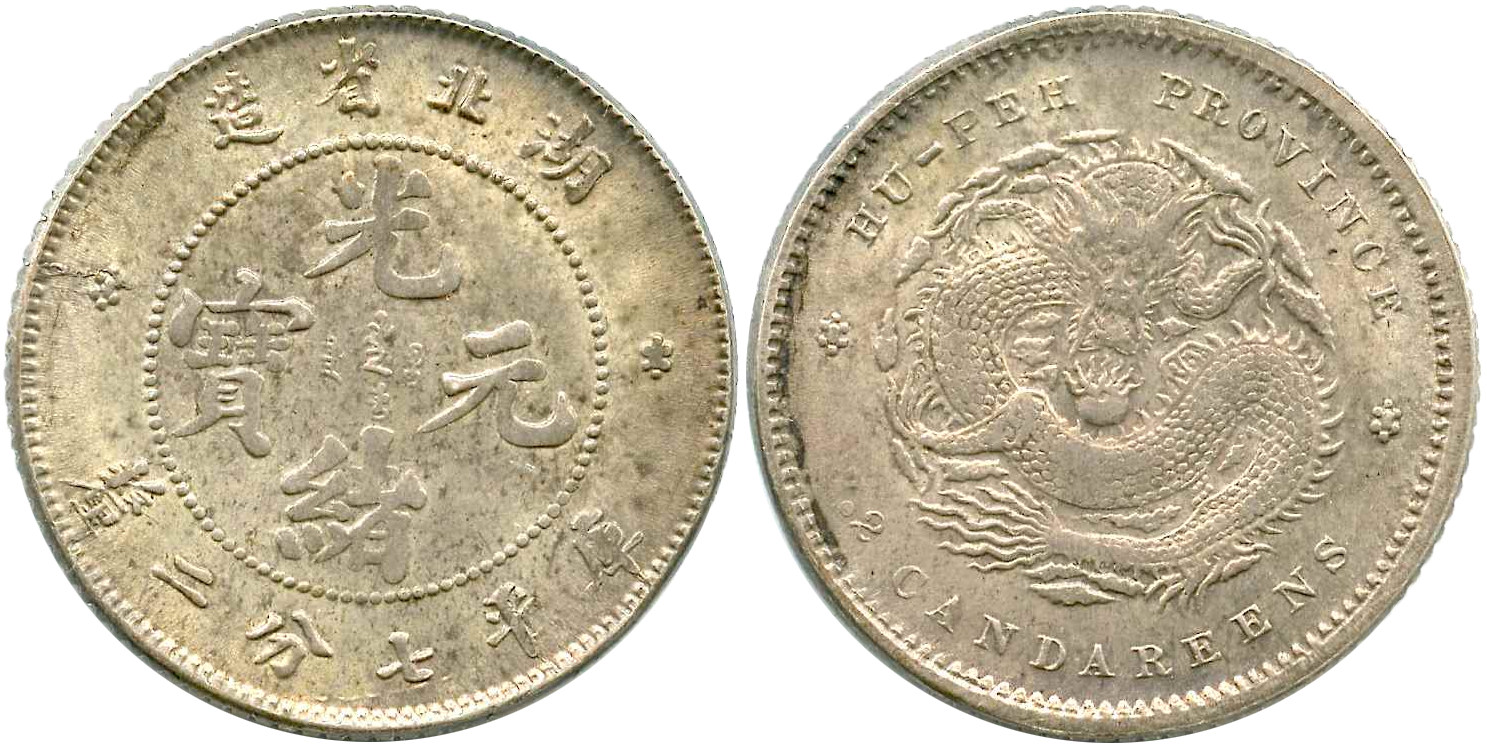
Монета 7,2 кандарина или 7 фыней 2 ли (七分二釐). Провинция Хубэй, 1894—1907, серебро

- 1⁄100 ляна (таэля); в этом качестве фынь также назывался «кандарин» (англ. candareen или candarin); в свою очередь, 10 фыней (кандарин) составляли 1 мейс (цянь).
- 1⁄100 юаня; при этом по-английски фынь несколько десятилетий назывался «цент» или «сент» (англ. cent);
- других валют[1][2][3][4][5][6][7][8].

## История

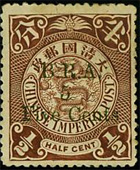
Китайская марка 1901 года с обозначением номинала в центах (cent) и фынях (分)

В XIX веке в Китае валютой являлся серебряный ямб, который измерялся в лянах. Один лян делился на 10 цзяо или 100 фыней.
После денежной реформы 1889 года фынь стал равен одной сотой юаня и одной десятой цзяо.
Точно так же сейчас фынь в КНР и на Тайване равен одной сотой юаня и нового тайваньского доллара.